# Erie (Pensylwania)
Erie – miasto w Stanach Zjednoczonych, w stanie Pensylwania, nad jeziorem Erie. W 2004 mieszkało w nim około 104 tysięcy osób; w 2000 liczba ludności jego obszaru metropolitalnego wynosiła ponad 280 tysięcy mieszkańców.
W Erie swoją siedzibę ma Uniwersytet Gannona (Gannon University).

## Gospodarka
W mieście rozwinął się przemysł elektrotechniczny, chemiczny, maszynowy hutniczy oraz kolejowy.

## Sport
- Erie Otters – klub hokejowy
- Erie SeaWolves – klub baseballowy

## Miasta partnerskie
- Lublin (Polska)
- Zibo (Chiny)
- Merida (Meksyk)

## Ludzie związani z Erie
- Richard Anuszkiewicz (ur. 1930) − malarz i grafik
- Marc Blucas (ur. 1972) − aktor
- Marilyn Burns (1949−2014) − aktorka
- Brian Hoydic (ur. 1970/1971) − kulturysta
- Ida Tarbell (1857−1944) − nauczycielka, pisarka i dziennikarka